# Liste des puits de mine situés à Denain
Cet article liste les puits de mine situés à Denain, une commune du Nord, dans le bassin minier du Nord-Pas-de-Calais, en France.

## Description

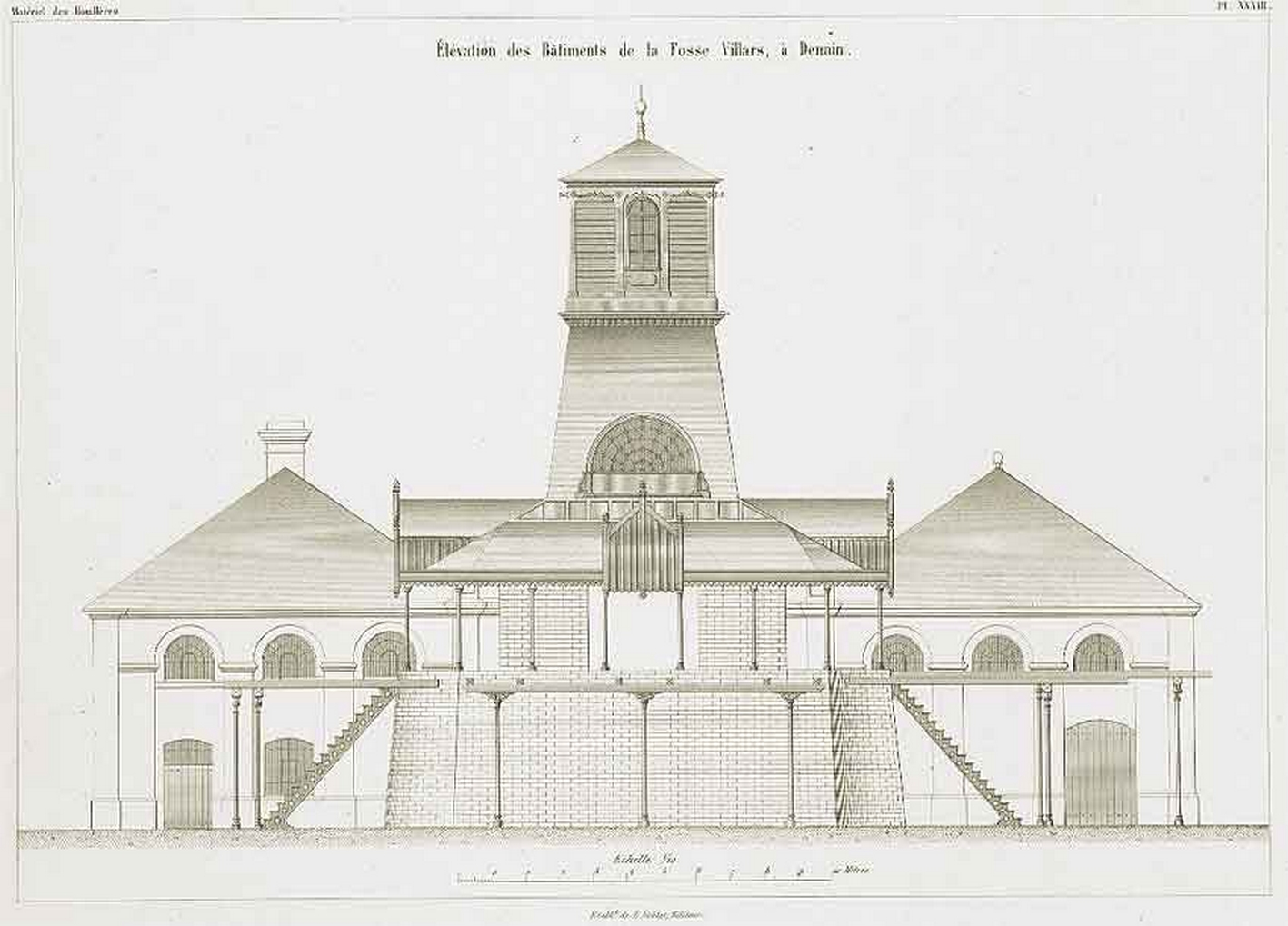
La fosse Villars durant la seconde moitié du XIXe siècle.

Alors que la houille a été découverte en 1720 à Fresnes-sur-Escaut, au début des années 1730 à Valenciennes et à Anzin et en 1751 à Vieux-Condé, la Compagnie des mines d'Anzin, qui résulte de la fusion des sociétés qui ont fait ces découvertes,, n'entreprend des sondages qu'en 1777 sur les terres de Denain, mais ceux-ci sont infructueux, et les recherches sont abandonnées. Ce n'est qu'en 1826 qu'elle y retourne, pour y creuser le puits de la fosse Villars. La houille y est découverte, et la fosse commence à produire en 1828.

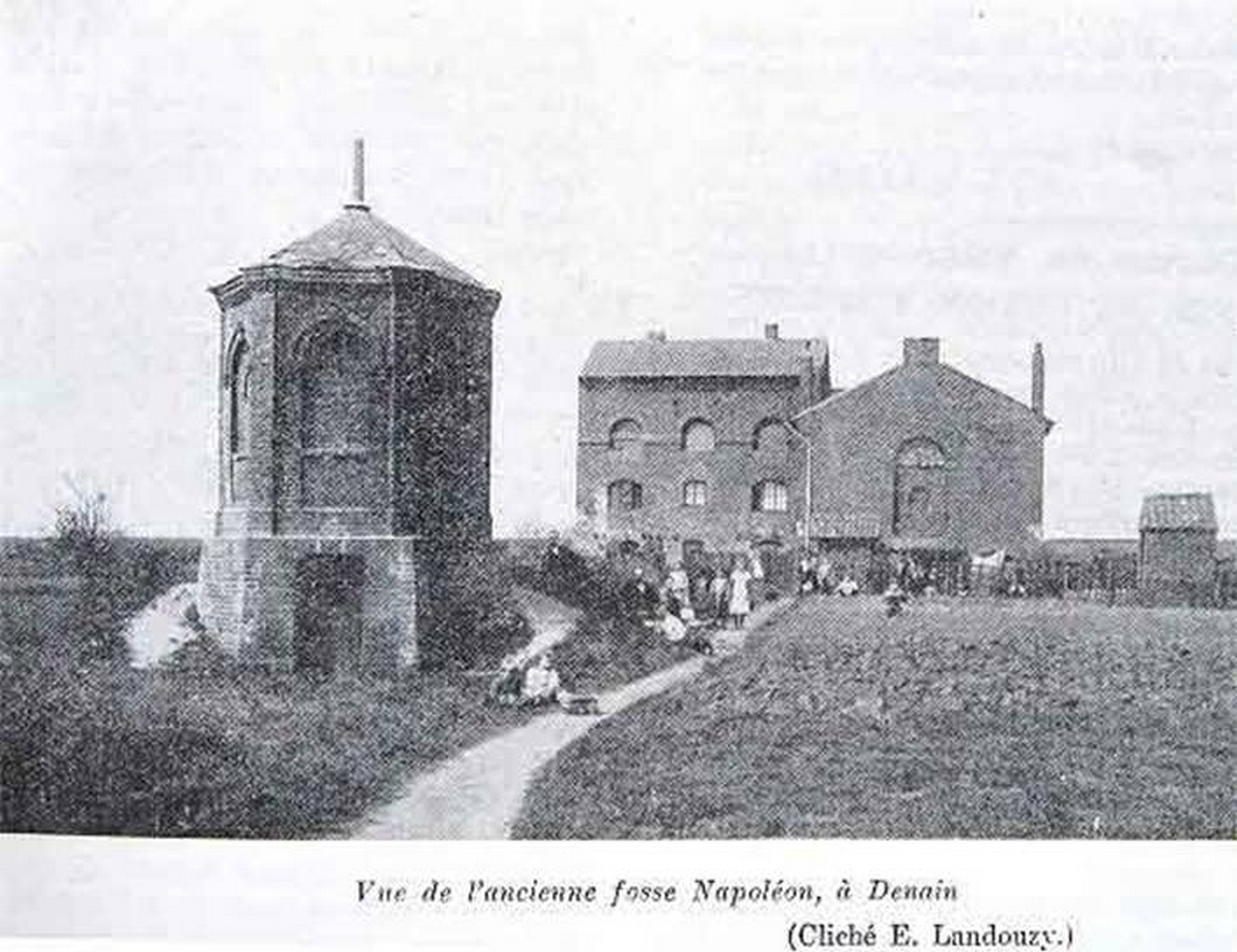
Une fosse typique de Denain : Napoléon.

Cette année-là, la Compagnie des mines d'Anzin ouvre non loin la fosse Turenne, suivie en 1829 par le puits d'épuisement de la fosse Villars et la fosse Bayard. Les fosses Jean Bart et Mathilde sont commencées en 1831, Orléans en 1832, Napoléon en 1833, Bellevue en 1834, Casimir en 1835 et Renard en 1836. Les ouvertures reprennent au début des années 1840 avec Ernestine et Joseph Périer en 1841 et Chabaud-Latour en 1842. Enfin, la compagnie vient à ouvrir en 1849 la fosse Lebret près des limites de sa concession avec concession de la Compagnie des mines de Douchy. Enfin, elle ouvre en 1853 la fosse Enclos, près du canal de l'Escaut, il s'agit de la dernière fosse qu'elle ouvre sur le territoire de Denain. Le puits Renard no 2 est commencé en 1873 et le puits de l'Enclos no 2 en 1891. Une partie de ces fosses ferme durant la seconde moitié du XIXe siècle, certaines assurent juste l'aérage.
Au début du XXe siècle, il ne subsiste plus que la fosse Orléans, fermée en 1901, la fosse Joseph Périer, fermée en 1918. La fosse Ernestine est un puits d'aérage qui est resté ouvert jusqu'en 1943, la fosse Enclos, qui a définitivement cessé d'extraire en 1935, assure ensuite le service et l'aérage pour la fosse Renard jusqu'à la fermeture définitive de cette dernière en 1948. Les puits de la fosse Enclos sont comblés en 1953 et une dalle obture les puits en 1955.

## Liste des puits
Dix-neuf puits ont été ouverts sur le territoire de Denain.
| Nom de l'ouvrage         | Compagnie propriétaire | Début de fonçage | Fin d'exploitation ou remblaiement | Diamètre (en mètres)              | Profondeur (en mètres) | Géolocalisation             | Illustration |
| ------------------------ | ---------------------- | ---------------- | ---------------------------------- | --------------------------------- | ---------------------- | --------------------------- | ------------ |
| Puits Villars Extraction | Cie d'Anzin            | 1826             | 1895                               | 2,6                               | 387                    | 50° 19′ 32″ N, 3° 23′ 10″ E |              |
| Turenne                  | Cie d'Anzin            | 1828             | 1888                               | 3,2                               | 466                    | 50° 19′ 52″ N, 3° 22′ 59″ E |              |
| Puits Villars Épuisement | Cie d'Anzin            | 1829             | 1888                               | 2,6                               | 343                    | 50° 19′ 33″ N, 3° 23′ 09″ E |              |
| Puits Bayard             | Cie d'Anzin            | 1829             | 1887                               | 2,6                               | 243                    | 50° 20′ 10″ N, 3° 23′ 05″ E |              |
| Puits Jean Bart          | Cie d'Anzin            | 1831             | 1881                               | 2,6                               | 257                    | 50° 19′ 32″ N, 3° 23′ 27″ E |              |
| Puits Mathilde           | Cie d'Anzin            | 1831             | 1863                               | 3,4                               | 338                    | 50° 20′ 01″ N, 3° 23′ 00″ E |              |
| Puits Orléans            | Cie d'Anzin            | 1832             | 1901                               | 2,6                               | 254                    | 50° 19′ 23″ N, 3° 22′ 46″ E |              |
| Puits Napoléon           | Cie d'Anzin            | 1833             | 1864                               | 2,6                               | 232                    | 50° 19′ 59″ N, 3° 22′ 34″ E |              |
| Puits Bellevue           | Cie d'Anzin            | 1834             | 1844                               | 3,1                               | 204 ou 160             | 50° 20′ 36″ N, 3° 22′ 42″ E |              |
| Puits Casimir            | Cie d'Anzin            | 1835             | 1885                               | 3,4                               | 308                    | 50° 19′ 44″ N, 3° 22′ 49″ E |              |
| Puits Renard no 1        | Cie d'Anzin            | 1836             | 1948                               | 4                                 | 832                    | 50° 19′ 31″ N, 3° 22′ 29″ E |              |
| Puits Ernestine          | Cie d'Anzin            | 1841             | 1943                               | 3,1 (puis 2,65 de 5,2 à 36 m ...) | 456                    | 50° 19′ 56″ N, 3° 23′ 28″ E |              |
| Puits Joseph Périer      | Cie d'Anzin            | 1841             | 1918                               | 2,6                               | 365                    | 50° 19′ 46″ N, 3° 23′ 46″ E |              |
| Puits Chabaud-Latour 57  | Cie d'Anzin            | 1842             | 1868                               | 2,6                               | 210                    | 50° 20′ 04″ N, 3° 23′ 58″ E |              |
| Puits Chabaud-Latour 58  | Cie d'Anzin            | 1842             | 1868                               | 2,6                               | 210                    | 50° 20′ 05″ N, 3° 23′ 59″ E |              |
| Puits Lebret             | Cie d'Anzin            | 1849             | 1868                               | 3,3                               | 290                    | 50° 19′ 11″ N, 3° 22′ 05″ E |              |
| Puits de l'Enclos no 1   | Cie d'Anzin            | 1853             | 1953                               | 4                                 | 727                    | 50° 19′ 12″ N, 3° 23′ 39″ E |              |
| Puits Renard no 2        | Cie d'Anzin            | 1873             | 1948                               | 4,3                               | 833                    | 50° 19′ 33″ N, 3° 22′ 30″ E |              |
| Puits de l'Enclos no 2   | Cie d'Anzin            | 1891             | 1953                               | 4                                 | 630                    | 50° 19′ 12″ N, 3° 23′ 41″ E |              |